# Maria-Magdalenakerk (Berdum)
De Maria-Magdalenakerk is een kerkgebouw in Berdum, onderdeel van de stad Wittmund in de Duitse deelstaat Nedersaksen. De kerk ligt midden in het dorp op een kerkheuvel. Aan de zuidzijde van de kerk bevindt zich het kerkhof.
De kerk is gewijd aan Maria Magdalena.

## Geschiedenis
In 1801 werd de dorpskerk gebouwd.

## Opbouw
De bakstenen kerk is een georiënteerd gebouw met een aangebouwde westtoren. De vierkante toren wordt gedekt door een ingesnoerd tentdak dat bekroond wordt door een dakruiter. In de zuid- en noordgevel van de toren bevindt zich een galmgat met klankborden. In de westgevel van de toren bevindt zich de toegang tot de kerk. Het schip heeft vier traveeën en wordt gedekt door een zadeldak dat als schilddak eindigt aan de oostzijde.